# Jules Devaux
Pour les articles homonymes, voir Devaux.
Pour le fondateur de la Société de Saint-Vincent-de-Paul, voir Jules Devaux (1811-1880).
Jules Devaux, né à Bruges (Belgique) le 1er mai 1828 et mort à Axenstein (Suisse) le 7 juin 1886), est un diplomate belge et collaborateur intime du roi Léopold II de Belgique.

## Famille
Devaux naquit dans une famille intellectuelle, originaire de Bruges.
Son père était l'homme d'état Paul Devaux, lui-même fils de Jacques Devaux (1764-1807), à l'époque française membre du Conseil des 500 et de qui la carrière prometteuse fut abruptement interrompue.
Sa mère, Anne-Marie Van Praet (née en 1804) était la fille d'Augustin Van Praet (1770-1831), greffier au tribunal de Bruges, promoteur de l'enseignement de l'état en cette ville et lui-même fils de l'éditeur, libraire et publiciste Joseph-Ignace Van Praet. Le conservateur de la Bibliothèque nationale Joseph Van Praet était le grand-oncle de Jules Devaux et Jules Van Praet son oncle et parrain.
La majeure partie de sa vie il vécut chez ses parents, avenue de Waterloo. Il demeura célibataire.

## Carrière
Devaux obtint son diplôme de candidat en philosophie et lettres et réussît en 1852 l'examen diplomatique. En 1853 il entra au service de la direction politique du Ministère des affaires étrangères.
En parcourant la hiérarchie de la carrière diplomatique, il atteignit le grade de ministre plénipotentiaire. Il ne quitta toutefois jamais Bruxelles et n'occupa aucun poste à l'étranger.

## Cabinet du roi
Le 1er octobre 1858 Devaux quitta le ministère et devint le secrétaire du jeune prince, qui devait bientôt devenir le roi Léopold II. Il y travaillait sous la direction de son oncle. En dehors de ce lien familial, Jules Devaux était surtout prisé pour ses qualités de polyglotte, son bon sens et sa puissance de travail. Lui, son oncle et leur ami Edouard Conway formaient un trio brugeois à la direction du cabinet du roi.
En 1866 il succéda à son oncle comme chef de cabinet. Celui-ci demeura toutefois très présent dans la fonction de Ministre de la Maison du Roi. En tant que chef de cabinet, Jules maintenait les contacts avec les membres du gouvernement. Il fut aussi un des premiers à être impliqué dans l'aventure congolaise du roi Léopold II.
Tout en servant loyalement le roi, la correspondance devenue publique bien plus tard, démontre que Devaux avait des opinions particulières, qu'il ne manquait pas de faire valoir auprès du roi. Cela fut en particulier le cas en ce qui concerne les ambitions coloniales du roi.
La correspondance de Devaux le dépeint comme un sceptique sinon comme un adversaire des aspirations coloniales du roi. Il contraria les efforts du roi afin de prendre pied en Nouvelle-Guinée. Il se réjouit ouvertement du fait que les tentatives  de s'implanter en Extrême Orient aient échoué. C'est à contrecœur qu'il expédia les invitations pour la Conférence africaine de géographes tenue à Bruxelles en 1876. Il en parlait comme du joujou du roi. Celui-ci le tint en dehors des préparations pour la Conférence de Berlin, qu'il confia à Émile Banning et quelques fidèles.
En 1884, victime de troubles cardiaques, Devaux entreprit des cures de repos en Angleterre et en Suisse. Ce fut en vain et il mourut bientôt. Tous ceux qui l'avaient connu, firent de lui les plus grands éloges. Le roi Léopold II et la reine Marie-Henriette rendirent visite à Jules Van Praet pour lui présenter leurs condoléances.

## Littérature
- Gustave Frederix, Jules Devaux, dans : Le Moniteur Belge, 12 juin 1886
- Eugène Beyens, Jules Devaux, dans : L'Indépendance Belge, 10 juni 1886
- Eugène Beyens, Souvenirs sur Léopold II et la cour de Belgique, dans : Revue Générale, 1932, 537-553 et 707-727
- Jo Gerard, Les grands commis de Léopold II, Bruxelles, 1941.
- Emile Vandewoude, Jules Devaux, dans : Nationaal Biografisch Woordenboek, T. VI, Bruxelles, 1974, col. 225-231
- Jean Stengers, Leopold II entre L’Extrême-Orient et l’Afrique 1875-1876, dans : La Conférence de Géographie de Bruxelles, 1876. Recueil d’études. Bijdragen over de Geografische Conferentie van Brussel, 1876. Académie royale des sciences d'outremer, Bruxelles, 1976, 303-373.
- Andries Van Den Abeele, De zoons van drukker-uitgever Joseph Van Praet, dans : Biekorf, 1997, p. 206-221.
- Hannes Vanhauwaert, All the King’s Men". Een zoektocht naar de koloniale ideeën van enkele adviseurs en « handlangers » van Leopold II (1853-1892), thèse de licence (inédite), Université de Gand, 2005.